# 夏芽
夏芽（なつめ、1986年7月20日- ）は、日本のドラマー、声優、女優。東京都出身。ワンダースペース所属。

## 来歴
海外での音楽活動を経験し、2013年12月までガールズバンドCladdagh Ringで活動。
その後はフリーランスのドラマーとして、嵐、大槻マキ、HEESEY（廣瀬洋一〈THE YELLOW MONKEY〉）、小比類巻かほる、BARBARS、Cyntia、Raychell、真空ホロウなど、さまざまなアーティストのレコーディングやライブサポート等で活動。
現在は、2017年8月からSHAZNAの20th Anniversaryメンバーとして活動し、2018年からは、『BanG Dream!（バンドリ!）』のリアルバンドプロジェクト『THE THIRD（仮）』のドラマーとして活動。
2018年7月に、『THE THIRD（仮）』から『RAISE A SUILEN』に改名 し、2019年1月より放送開始のテレビアニメ『BanG Dream! 2nd Season』にて、RAISE A SUILENのドラム担当、マスキング役としてテレビアニメ初出演を果たし、現在は声優としても活動している。
ドラムを始めたての高校生の時、部室にあったメーカーの違うドラム3台を交代で使用しその中で好きだと思ったのが、現在も使用されている機材のPearl Drumsである。
2023年2月28日をもってエースクルー・エンタテインメントを退所。同時にSHAZNAも脱退する形となり、フリーランスとなった。同年5月1日、ワンダースペースと業務提携したことが発表された。
2025年3月12日、メインプロデューサーに恩田快人（JUDY AND MARY、PRESENCE）を招いたソロデビューシングル「Brand New Game」を発売。ドラムボーカルとしてソロ活動を開始した。

## 人物
- 使用機材[9] はPearl Drums[10]、PAISTE Cymbals[11]（エンドース契約）
- 好きな物は、『セーラームーン』[12]、ミニーマウス、ゲーム。
- 好きな食べ物は、辛い物[13]、パクチー[14]
- 愛車はリンゴスター（クロスバイク）と水色のビアンキ（ロードバイク）
- かつてモデル事務所に所属していた事もある。172cmの長身で美とパワフルさを兼ね備えたドラマー[2]。
- ツーバスプレイを得意とし、ステージでの豪快かつ華麗なアクションに定評がある[2]。
- ドラム以外の楽器では、小さい頃にピアノを習っており作曲作りにも活かしている。その他の楽器は打楽器系、ギター（パワーコードのみ）、リコーダーができる。
- ドラム、声優、舞台とマルチに躍動している。
- 愛称はなつぴー、ぴぴ丸、なっち。
- 2020年夏よりRaychellと共に万葉倶楽部グループのイメージガールとして活動を開始[15]。

## 出演

### テレビアニメ
- BanG Dream!（2019年 - 2022年、マスキング[16][17]） - 2シリーズ + 1作品[一覧 1]
- BanG Dream! ガルパ☆ピコ（2020年 - 2021年、マスキング[18]） - 2シリーズ[一覧 2]

### 劇場アニメ
- BanG Dream! FILM LIVE 2nd Stage（2021年、マスキング[19]） - モーションアクターも担当
- 劇場版 BanG Dream! ぽっぴん'どりーむ!（2022年、マスキング）

### ゲーム
- バンドリ! ガールズバンドパーティ!（2020年 - 2025年、マスキング[20]）
- 少女☆歌劇 レヴュースタァライト -Re LIVE-（2023年、マスキング）

### ドラマCD
- 鬼の陰陽師（2024年、火恋[21]）

### 舞台
- DIGITAL HOMUNCULUS（2019年8月1日 - 8月4日、渋谷GUILTY）スノウ 役[22]
- We are RAISE A SUILEN〜BanG Dream! The Stage〜（2020年7月15日 - 19日、天王洲 銀河劇場）マスキング 役[23][24]
- Sweet Love Theater（2024年10月30日 - 11月3日、浅草花劇場）[25]
- SEPT presents「SANZ:0」（2025年5月1日 - 5月6日、こくみん共済 coop ホール／スペース・ゼロ）- ソニア 役[26][27]

### Web番組
- Teamくるくる！[28]（2024年5月-、パーソナリティ）

### ライブ・イベント
2014年
- SUPER SOUND THEATRE『Valkyrie ～Story from RHINE GOLD～』/舞浜アンフィシアター（ドラマーとして参加）[2014年11月1日 - 2日]

2016年
- a-nation island & stadium fes. 2016 /東京スタジアム（味の素スタジアム、Raychellのバックバンドとして参加）[2016年8月27日]

2017年
- 『FINAL FANTASY BRAVE EXVIUS FFBE FAN FESTA 2017 ～1st Year Anniversary～』/台湾公演（ドラマーとして参加）[2017年9月9日]
- SHAZNA 20th Anniversary ～Premium Debutante Party～『LOVERS LOVER』/新宿BLAZE[2017年12月9日]
- ハウステンボスカウントダウン/ロッテルダム会場[2017年12月31日]

2018年
- 「THE THIRD(仮) 1st ライブ」/下北沢ガーデン[2018年3月25日]
- 千聖 Produce Event MONSTERS OF ROCK NIGHT SHOW/TSUTAYA O-EAST[2018年4月1日]
- SHAZNA Live 2018 LOVERS LOVER II ～SECOND～/新宿BLAZE[2018年4月29日]
- 「BanG Dream! 5th☆LIVE」/幕張メッセ国際展示場1～3ホール[2018年5月12日 - 13日]
- THE THIRD(仮)2ndライブ/マイナビBLITZ赤坂[2018年7月17日]
- 刈谷アニメcollection2018/刈谷市総合文化センター・大ホール[2018年10月27日]
- BanG Dream!6th☆LIVE Day1 RAISE A SUILEN/両国国技館[2018年12月7日]

2019年
- TOKYO MX presents「BanG Dream! 7th☆LIVE」DAY2:RAISE A SUILEN「Genesis」/日本武道館[2019年2月22日]
- 「ブシロード DJ LIVE vol.2」/新木場STUDIO COAST[2019年4月5日]
- Poppin'Party×SILENT SIREN 「NO GIRL NO CRY」/メットライフドーム ゲストアクト出演[2019年5月19日]
- RAISE A SUILEN「Heaven and Earth」/神戸ワールド記念ホール[2019年7月13日 - 14日]
- 「D4DJ 1st LIVE」（ゲスト出演）/幕張メッセ国際展示場1ホール[2019年7月20日]
- RAISE A SUILEN「Heaven and Earth」特別追加公演　UNSTOPPABLE SHORT LIVE/幕張メッセ国際展示場1ホール[2019年7月21日]
- 「ワンダーフェスティバル2019夏」/幕張メッセ国際展示場1ホール[2019年7月28日]
- 「Animelo Summer Live 2019-STORY-」/さいたまスーパーアリーナ[2019年8月31日]
- 山小屋・ばさらか present阿蘇ロックフェスティバル2019in北九州[2019年9月29日]
- マグロック2019/清水マリンパーク内イベント広場[2019年10月5日]
- Raychell × 夏芽 presents「Music Connect」/COTTON CLUB[2019年10月19日 - 20日]
- 「ANIMAX MUSIX 2019 KOBE」/神戸ワールド記念ホール[2019年10月26日]
- Roselia×RAISE A SUILEN合同ライブ「Rausch und/and Craziness」/幕張メッセ国際展示場4~6ホール[2019年11月30日 - 12月1日]

2020年
- RAISE A SUILEN「Craziness」/静岡県小笠山総合運動公園アリーナ（静岡エコパアリーナ）[2020年2月9日]
- 夏スタライブ/各場所にて。[2020年2月16日 - ]
- ＜Raychell＆夏芽 スペシャル対談＞RAISE A SUILEN ～2人がたどり着いた頂～[2020年5月1日]
- ビルボードジャパン #stayhome  プレイリスト企画vol.68＜RAISE A SUILEN・夏芽＞[2020年5月12日]
- 「グランフォンドKOMORO×ろんぐらいだぁすとーりーず!エンジョイライド」特別生放送[2020年5月24日]
- 「BanG Dream! 8th☆LIVE」 夏の野外3DAYS DAY2:RAISE A SUILEN「THE DEPTHS」/富士急ハイランド・コニファーフォレスト[2020年8月22日]
- Roselia×RAISE A SUILEN合同オンラインライブ「Rausch und/and Craziness -interlude-」/有料配信オンラインライブ[2020年12月12日] 

2021年
- Roselia×RAISE A SUILEN合同ライブ「Rausch und/and Craziness II」/横浜アリーナ[2021年2月22日] 
- 『ろんぐらいだぁす！境川～江ノ島サイクリング』/ YouTube [2021年2月26日〜限定公開]
- Pearl Drums 75th Anniversary Special day /YouTube [2021年4月2日 - 期間限定配信]
- RAISE A SUILEN SPECIAL ONLINE LIVE 2021 / 日清食品パワステリブート[2021年4月3日]
- 「EXIST」を語る(1)〈小原莉子と夏芽が楽器を続けてきた理由〉/マイナビニュース[2021年4月19日]
- JAPAN JAM /千葉市蘇我スポーツ公園[2021年5月2日]
- RAISE A SUILEN ZEPP TOUR 2021「BE LIGHT」/Zepp 東名阪[2021年5月22日 - 6月30日]
- 夏芽バースデーオンラインイベント/ZAIKO[2021年7月20日]
- 「エースクルー福袋」発売記念イベント/[2021年7月31日]
- 「エースクルーポスターカレンダー2021」発売イベント/[2021年7月31日]
- 9th☆LIVE直前！富士急de決起会！/富士急ハイランド[2021年8月7日]
- Be the ACE～スペシャル・ネット・サイン会～/YouTube[2021年8月14日]
- BanG Dream! 9th LIVE「Mythology」/富士急ハイランドコニファーフォレスト[2021年9月4 - 5日]
- RAISE A SUILEN ZEPP TOUR 2021「BE LIGHT」追加公演/Zepp 札幌、福岡、横浜[2021年11月12日 - 12月4日]

2022年
- バンドリ! ガールズニューイヤーパーティ！2022/TACHIKAWA STAGE GARDEN [2022年1月10日]
- RAISE A SUILEN SPECIAL LIVE「Repaint」/Zepp DiverCity (TOKYO)[2022年2月7日]
- Raychell × 夏芽 × Ayasa presents「Music Connect Vol.2」/Zepp 羽田[2022年02月16日] 
- ガルパ5周年記念ファンフェスタ in 秋葉原/ベルサール秋葉原[2022年3月19・20日]
- JAPAN JAM 2022/千葉市蘇我スポーツ公園[2022年5月3日]
- RAISE A SUILEN×Morfonica「Mythology Chapter 2」/富士急ハイランドコニファーフォレスト[2022年6月18日]
- RAISE A SUILEN LIVE 2022「OVERKILL」/富士急ハイランドコニファーフォレスト[2022年6月19日]
- 夏まつりVol.1～なつぴのお誕生日会～/渋谷ICON[2022年7月16日]
- SUMMER SONIC 2022 / ZOZOマリンスタジアム＆幕張メッセ（東京会場）[2022年8月20日]
- Animelo Summer Live 2022 -Sparkle-/さいたまスーパーアリーナ[2022年8月26日]
- BanG Dream! 10th☆LIVE  DAY4 : RAISE A SUILEN「SOUL ROAR」/有明アリーナ[2022年9月25日]

## ライブサポート
- 嵐ファンクラブイベント[2005年]
- 大槻マキ[2013年1月]
- the MARCY BAND（from アースシェイカー）[2013年]
- HEESAY（ex.THE YELLOW MONKEY）ソロライブツアー[2014年5月 - 6月]
- 「音霊 OTODAMA SEA STUDIO 2015 ハッピーサマーKAMAKURA」/音霊 OTODAMA SEA STUDIO（Cyntiaライブサポート）[2015年7月29日]
- PlayStation presents『MINAMI WHEEL2015』（BARBARS ライブサポート）[2015年10月18日]
- SHOW-YA PRODUCE『NAONのYAON 2016』/日比谷野外大音楽堂（Cyntiaライブサポート）[2016年6月12日]
- 『a-nation island & stadium fes. 2016 powered by dTV』/味の素スタジアム（Raychellライブサポート）[2016年8月27日]
- 『Electronic Digital Kingdom ～DA’s Party 2016～』/豊洲PIT（Cyntiaライブサポート）[2016年9月2日]
- オンコロ Presents チャリティライブ『Remember Girls Power!!2016』/Zeppダイバーシティ東京（Cyntiaライブサポート）[2016年9月9日]
- CYNTIA LIVE TOUR 2017『‐Urban Night‐』（Cyntiaライブサポート）[2017年1月]
- SHOW-YA PRODUCE『NAONのYAON 2017』/日比谷野外大音楽堂（Cyntiaライブサポート）[2017年4月29日]
- 「ブシロード 10 周年ライブ」/横浜アリーナ（Raychell feat.大塚紗英ライブサポート）[2017年4月30日]
- 『WORLD GUITAR GIRLS COLLECTION vol.0 feat.Mary’s Blood & CYNTIA』/ CLUB CITTA’（Cyntiaライブサポート）[2017年7月14日]
- 「ブシロードカードゲームライブ 2017with 戦略発表会」/有明コロシアム（Raychell feat.大塚紗英 ライブサポート）[2017年7月30日]
- 『KORG SUPER SESSION』/日テレらんらんホール [共演] 八神純子（Cyntiaライブサポート）[2017年11月19日]
- 『LIVE CONFUSED vol.13 カダーレGIRLS ROCK Xmas』/秋田県由利本荘市文化交流館カダーレ 大ホール（Cyntiaライブサポート）[2017年12月17日]
- 「ガルパライブ&ガルパーティ!in東京」/東京ビッグサイト（ライブサポート）[2018年1月13・14日]
- 小原莉子と紡木吏佐の成長観察記録【 やば友：夏芽】/ニコニコ生放送[2020年7月24日]
- 「BanG Dream! 8th☆LIVE」 夏の野外3DAYS DAY3:Poppin'Party、前島亜美（Pastel＊Palettes 丸山彩役） with RAISE A SUILEN、Morfonica「Special Live ～Summerly Tone♪～」/富士急ハイランド・コニファーフォレスト[2020年8月23日][58]
- 『「“R” WORLD」スペシャルトークイベント』/ 浜離宮朝⽇ホール（3公演共通ゲスト）[2020年11月21日][59]
- 工藤晴香の「くどはるスタジオ」#21 【ゲスト：夏芽さん】/ニコニコ生放送[2021年2月19日][60]
- “R” WORLD Special Live『I am … RAYCHELL』/KT Zepp Yokohama[2021年4月10日][61]

## ディスコグラフィ

### シングル
| 発売日        | タイトル       | 規格品番  | レーベル | 備考 |
| ------------- | -------------- | --------- | -------- | --- |
| 2025年3月12日 | Brand New Game | WARR-0115 | WarRock  | メインプロデューサーとして恩田快人 （JUDY AND MARY、PRESENCE）、 サウンドプロデューサーとしてNoraが参加。 |

### DVD
- 一緒に叩ける！ドラム・リズム・トレーニング[62]
- 音楽朗読劇『Valkyrie』舞浜アンフィシアター公演 DVD『Valkyrie ～Story from RHINE GOLD～』
- 『CYNTIA「NIGHT AND DAY」 LIVE DVD』
- 『CYNTIA LIVE TOUR 2017 - Urban Night - LIVE DVD 』
- 「Heaven and Earth」[63]（RAISE A SUILEN 1st Album「ERA」Blu-ray付生産限定版のみ）

## 雑誌・特集
2017年
- リズム&ドラム・マガジン6月号（使用機材と人物紹介）

2020年
- 『ROCK AND READ girls 003』（インタビュー）
- ファミ通.com 【RAS登場記念キャストインタビュー第3弾】

2021年
- 写真集『#BetheACE 』

2022年
- 『WWS チャンネル』（インタビュー）
- Voice Actor Card Collection EX VOL.04 RAISE A SUILEN「UNLEASH!!」 

### シリーズ一覧
1. ↑  第2期『2nd Season』（2019年）、第3期『3rd Season』（2020年）、『ガルパ5周年記念アニメ』（2022年）
2. ↑  第2期『大盛り』、第3期『ふぃーばー！』